# Деформівне тіло
Деформівне́ ті́ло (англ. deformable body) — фізичне тіло, здатне до деформації, тобто тіло, здатне змінювати свою форму, внутрішню структуру, об'єм, площу поверхні під дією зовнішніх сил. Відносне положення будь-яких складових точок деформівного тіла може змінюватися. Деформівні тіла є протилежністю абсолютно твердих тіл, які визначені їх елементами. Ідеальним поданням деформівного тіла є нескінченне число частинок, що наповнюють його.
Згідно з фізикою, деформівне тіло — це механічна система, що має внутрішні ступені вільності (на доповнення до поступальних і обертальних), які зазвичай називають коливальними ступенями вільності. Деформівне тіло без дисипаційних ступенів вільності називається абсолютно пружним тілом; якщо ж є дисипація, то тіло називається непружним.
Важливим випадком деформівного тіла є система матеріальних точок, що взаємодіють, або, умовно кажучи, «молекула». «Молекула», що складається з N «атомів» (тобто матеріальних точок), має в тривимірному просторі 3N ступенів вільності, з яких три поступальних, три обертальних (два обертальних для двоатомної молекули), і решта — коливальні.
Деформівне тіло, у порівнянні з абсолютно твердим тілом, значно важче симулювати і опрацювати. Рівняння руху деформівного тіла значно складніші, оскільки необхідна додаткова система координат для урахування деформації тіла. Інженери і фізики для розв'язування задач теорії пружності, в які залучена деформація, часто використовують теорію малих зміщень. Це дозволяє спростити задачу і полегшити її розв'язання. Ці апроксимації (наближення) дозволяють методиці дуже наблизитися до реальності, проте тільки доти, поки деформації незначні. Якщо необхідно обробити значні зміщення, необхідно використовувати метод скінченних елементів.
Деформівне тіло може деформуватися під впливом зовнішньої сили (в цьому випадку енергія деформації передається через роботу) або через зміни температури (енергія деформації в цьому випадку передається через тепло). Результатом першого випадку може бути розтяг тіла вздовж однієї з його осей, стиск, згин і скручування. У другому випадку найвагомішим чинником, що визначаються величиною температури, є рухливість структурних дефектів: міжзернових меж, вакансій, лінійних і гвинтових дислокацій, дефектів пакування, двійників. Переміщення та зрушення таких рухливих дефектів активується термічно, і тому обмежене рівнем атомної дифузії. Деформації зазвичай характеризуються тензором деформації.